# Henri Buisson
Henri Buisson (París, 15 de julio de 1873-Marsella, 6 de enero de 1944) fue un físico francés. En 1913 descubrió la capa de ozono con Charles Fabry.

## Carrera académica
Ingresó en la Escuela Normal Superior de París en 1893. Agregado de física en 1896, fue nombrado Preparador Agregado en esta escuela, donde realizó un importante trabajo que presentó como tesis doctoral, titulado "Sur une modification des surfaces métalliques sous l'influence de la lumière" (Sobre la modificación de superficies metálicas bajo la influencia de la luz).
Nombrado jefe de los trabajos desarrollados en la Facultad de Ciencias de Marsella, poco después obtuvo los cargos de profesor y de profesor a tiempo completo en 1914. En 1932 fue nombrado miembro del Comité Asesor de Educación Superior. Se convirtió en Professeur de Classe Exceptionnelle por decreto de 31 de marzo de 1937, y profesor Honorario en 1943.

## Realizaciones
A su llegada a Marsella, dio a conocer con Jules Macé de Lépinay un ingenioso método para medir tanto el índice de refracción como el grosor de un portaobjetos transparente a través de fenómenos de interferencia.
Mediante la medición de las dimensiones del cuarzo, los dos físicos propusieron un sistema para determinar el valor exacto de la masa de un decímetro cúbico de agua, uno de los datos fundamentales del sistema de medición internacional. La muerte de Jules Macé de Lépinay, obliga a Henri Buisson a completar este trabajo en solitario, mientras que René Benoit, director de la Oficina Internacional de Pesas y Medidas se ocupó del pesaje hidrostático requerido para el mismo trabajo. El resultado de estas medidas es que la masa de un cubo de un decímetro de arista lleno de agua pura a 4 °C es 27 mg inferior al kilogramo.
A partir de 1906 llevó a cabo con Charles Fabry una larga serie de investigaciones y medidas basadas en el uso de las interferencias producidas por láminas de plata. Sus medidas de las longitudes de onda en el espectro del hierro dio lugar a un conjunto de marcas libre de los errores sistemáticos que existían en las tablas de Rowland. Tras la repetición de estas medidas por el mismo método en varios laboratorios extranjeros, sus resultados se adoptaron universalmente como el "sistema internacional de longitudes de onda.
Los estudios sobre la anchura de las líneas espectrales han verificado la teoría cinética de los gases, mediante el análisis de las líneas de emisión más finas de la luz emitida por aire líquido enfriado; operando con un tubo contiendo criptón, se obtuvo la fuente de luz monocromática más perfecta.
Varios problemas astrofísicos pudieron abordarse mediante los mismos métodos, especialmente los que incluyen medidas de pequeñas diferencias de longitud de onda. Con este procedimiento fue posible medir con precisión las diferencias entre los espectros de la luz del arco eléctrico y la luz solar.
El advenimiento de teoría de la relatividad vino a dar importancia a estas medidas, constituyéndose una comprobación preliminar de esta teoría. Una gran parte de la investigación realizada sobre la misma cuestión utilizó los métodos que ayudó a crear.
Tambián hay que mencionar que por los mismos métodos se completó una verificación directa muy simple del principio del Efecto Doppler-Fizeau mediante un estudio del espectro de la nebulosa de Orión.
Como productos accesorios de sus investigación espectroscópicas, deben mencionarse una serie de nuevos resultados acerca de las propiedades del arco eléctrico entre metales y la publicación de diagramas precisos del espectro del hierro.
En el tema de la medición de la intensidad de la radiación, en colaboración con Charles Fabry, realizó una extensa contribución que cubre casi todos los métodos de medición: el descubrimiento de un método de medición de la absorción de energía; las mediciones visuales (con la descripción un nuevo fotómetro sin pantalla difusora); y un método fotográfico. Este último método ha sido utilizado para estudiar la absorción atmosférica en el ultravioleta, y condujo a la explicación definitiva de la limitación del espectro solar en el lado de las longitudes de onda más cortas, así como el descubrimiento de la capa de ozono en la alta atmósfera.
Estudió las propiedades de varias fuentes de luz, especialmente de la luz del tubo de neón, poniendo de relieve la reversión espontánea de la mayoría de las líneas de este gas.
En el campo de fotometría, determinó de una manera precisa el límite extremo de sensibilidad del ojo a la radiación luminosa.
Realizó con sus alumnos una serie de medidas sobre la absorción de la radiación desde el extremo infrarrojo a la luz ultravioleta extrema, a través de la atmósfera inferior. Dedujo una medida de la proporción del ozono en el aire de la baja atmósfera. Este fue el primer ensayo del método óptico.

## Medallas y premios
- 1913: Premio Pierson-Perrin
- 1915: Cruz de Guerra
- 1918: Caballero de la Legión de Honor, Oficial de la Legión de Honor[3]
- 1939: Premio Paul Marguerite de la Charlonie
- El cráter lunar Buisson lleva este nombre en su honor.[4]